# Опсада Византиона
Опсаду Византиона извршили су 340. године п. н. е. Македонци под вођством Филипа Македонског. Завршена је неуспехом.

## Опсада
Године 346. п. н. е. закључен је Филократов мир између Атине и Македоније чиме је окончан ратни сукоб вођен у склопу Трећег светог рата. Међутим, Филипово настојање да наметне своју хегемонију Грчкој морао је изазвати нови ратни сукоб. За повод је послужила атинска пљачка Амфипоља. Ратне операције су обновљене. Македонци опседају Византион како би пресекле атинске везе са Црним Морем одакле су увозили жито. Атина је Византиону послала два ескадрона у помоћ. Други је предводио војсковођа Фокион. У зиму 340/339. године п. н. е. Македонци су почели одлучније да нападају Византион. Међутим, сви напади били су одбијени. Поморски напад осујетила је атинска флота. Македонски краљ био је присиљен да напусти опсаду.